# L'Envol, vol. 3
 (mars 2025).
Si vous disposez d'ouvrages ou d'articles de référence ou si vous connaissez des sites web de qualité traitant du thème abordé ici, merci de compléter l'article en donnant les références utiles à sa vérifiabilité et en les liant à la section « Notes et références ».
Albums de Charles Aznavour
L'élan, vol. 2
(1989) Aznavour 92
(1992)
Singles
1. Viens au creux de mon épaule / Sa jeunesse
Sortie : Juin 1989

L'envol, vol. 3 est le 38e album studio français de Charles Aznavour. Il est sorti en 1989 et fait partie d'une série de trois albums enregistrés à Londres avec L'éveil, vol. 1 et L'élan, vol. 2.

## Composition
Pour cet album, Charles Aznavour a réenregistré quelques-uns de ses premiers succès avec de nouvelles orchestrations. 

## Liste des chansons
| 1. | Le chemin de l'éternité        |  |  |
| 2. | Sa jeunesse... entre ses amins |  |  |
| 3. | Et bâiller et dormir           |  |  |
| 4. | Vivre avec toi                 |  |  |
| 5. | Pour faire une jam             |  |  |

| 6.  | Ay! Mourir pour toi         |  |  |
| 7.  | Sur la table                |  |  |
| 8.  | Une enfant                  |  |  |
| 9.  | J'aime Paris au mois de mai |  |  |
| 10. | Plus bleu que tes yeux      |  |  |